# Батсер
Батсе́р (фр. Batsère, окс. Vathsèra) — коммуна во Франции, находится в регионе Юг — Пиренеи. Департамент — Верхние Пиренеи. Входит в состав кантона Барт-де-Нест. Округ коммуны — Баньер-де-Бигор.
Код INSEE коммуны — 65071.

## География

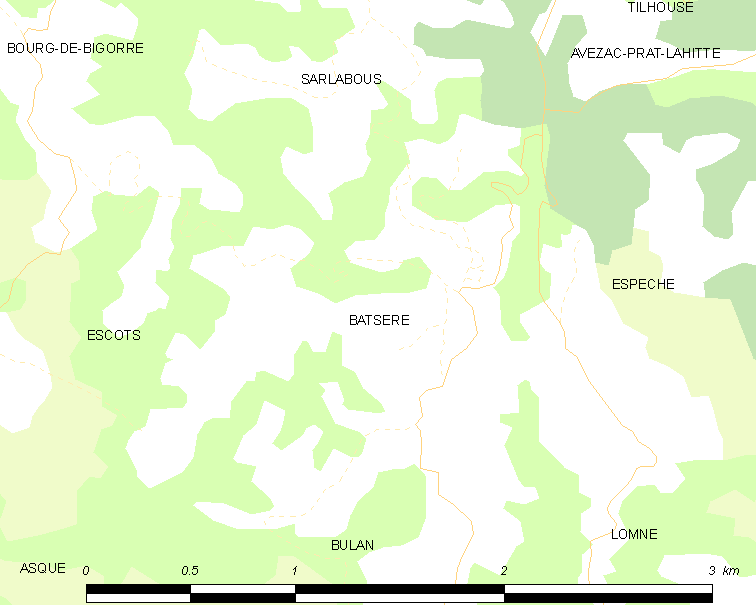
Карта коммуны

Коммуна расположена приблизительно в 670 км к югу от Парижа, в 115 км юго-западнее Тулузы, в 26 км к юго-востоку от Тарба.
На востоке коммуны протекает река Аррос.

## Климат
Климат умеренно-океанический с солнечной тёплой погодой и обильными осадками на протяжении практически всего года.

## Население
Население коммуны на 2010 год составляло 47 человек.
| 1962 | 1968 | 1975 | 1982 | 1990 | 1999 | 2010 |
| ---- | ---- | ---- | ---- | ---- | ---- | ---- |
| 57   | 43   | 39   | 30   | 36   | 38   | 47   |

## Администрация
| Период | Период | Фамилия     | Партия | Примечания |
| ------ | ------ | ----------- | ------ | ---------- |
| 2001   | 2008   | Жан Лаффорж |        |            |
| 2008   | 2020   | Эрве Каррер |        |            |

## Экономика
В 2010 году среди 27 человек трудоспособного возраста (15-64 лет) 18 были экономически активными, 9 — неактивными (показатель активности — 66,7 %, в 1999 году было 68,8 %). Из 18 активных жителей работали 17 человек (7 мужчин и 10 женщин), безработным был 1 мужчина. Среди 9 неактивных 1 человек был учеником или студентом, 7 — пенсионерами, 1 был неактивным по другим причинам.